# Saint-Germain-de-Martigny
Saint-Germain-de-Martigny és un municipi francès situat al departament de l'Orne i a la regió de Normandia. L'any 2007 tenia 94 habitants.

## Demografia

### Població
El 2007 la població de fet de Saint-Germain-de-Martigny era de 94 persones. Hi havia 34 famílies de les quals 4 eren unipersonals (4 dones vivint soles i 4 dones vivint soles), 15 parelles sense fills i 15 parelles amb fills.
La població ha evolucionat segons el següent gràfic:
Habitants censats

### Habitatges
El 2007 hi havia 48 habitatges, 32 eren l'habitatge principal de la família, 10 eren segones residències i 6 estaven desocupats. Tots els 48 habitatges eren cases. Dels 32 habitatges principals, 22 estaven ocupats pels seus propietaris i 10 estaven llogats i ocupats pels llogaters; 1 tenia una cambra, 1 en tenia dues, 5 en tenien tres, 7 en tenien quatre i 19 en tenien cinc o més. 21 habitatges disposaven pel capbaix d'una plaça de pàrquing. A 16 habitatges hi havia un automòbil i a 14 n'hi havia dos o més.

### Piràmide de població
La piràmide de població per edats i sexe el 2009 era:
| Homes | Edats   | Dones |
| ----- | ------- | ----- |
| 0     | 95 o +  | 0     |
| 0     | 90 a 94 | 0     |
| 0     | 85 a 89 | 0     |
| 0     | 80 a 84 | 0     |
| 4     | 75 a 79 | 4     |
| 4     | 70 a 74 | 8     |
| 4     | 65 a 69 | 0     |
| 0     | 60 a 64 | 0     |
| 4     | 55 a 59 | 4     |
| 0     | 50 a 54 | 0     |
| 8     | 45 a 49 | 8     |
| 0     | 40 a 44 | 0     |
| 0     | 35 a 39 | 0     |
| 4     | 30 a 34 | 0     |
| 4     | 25 a 29 | 4     |
| 0     | 20 a 24 | 4     |
| 0     | 15 a 19 | 4     |
| 4     | 10 a 14 | 0     |
| 0     | 5 a 9   | 4     |
| 0     | 0 a 4   | 0     |

## Economia
El 2007 la població en edat de treballar era de 58 persones, 39 eren actives i 19 eren inactives. De les 39 persones actives 35 estaven ocupades (19 homes i 16 dones) i 4 estaven aturades (1 home i 3 dones). De les 19 persones inactives 7 estaven jubilades, 5 estaven estudiant i 7 estaven classificades com a «altres inactius».
Activitats econòmiques
Dels 4 establiments que hi havia el 2007, 1 era d'una empresa de construcció, 1 d'una empresa immobiliària, 1 d'una empresa de serveis i 1 d'una entitat de l'administració pública.
Dels 2 establiments de servei als particulars que hi havia el 2009, 1 era una fusteria i 1 agència immobiliària.
L'any 2000 a Saint-Germain-de-Martigny hi havia 7 explotacions agrícoles que ocupaven un total de 420 hectàrees.

## Poblacions més properes
El següent diagrama mostra les poblacions més properes.